# Mangvon állomás
Mangvon (Mangwon) állomás a szöuli metró 6-os vonalának állomása, mely Mapho-ku (Mapo-gu) kerületben található.

## Viszonylatok
| 6-os vonal                                           | 6-os vonal | 6-os vonal                              |
| ---------------------------------------------------- | ---------- | --------------------------------------- |
| Mapho-ku cshong (Mapo-gu cheong) Ungam (Eungam) felé | 6-os vonal | Hapcsong (Hapjeong) Sinne (Sinnae) felé |